# Castelo Stane

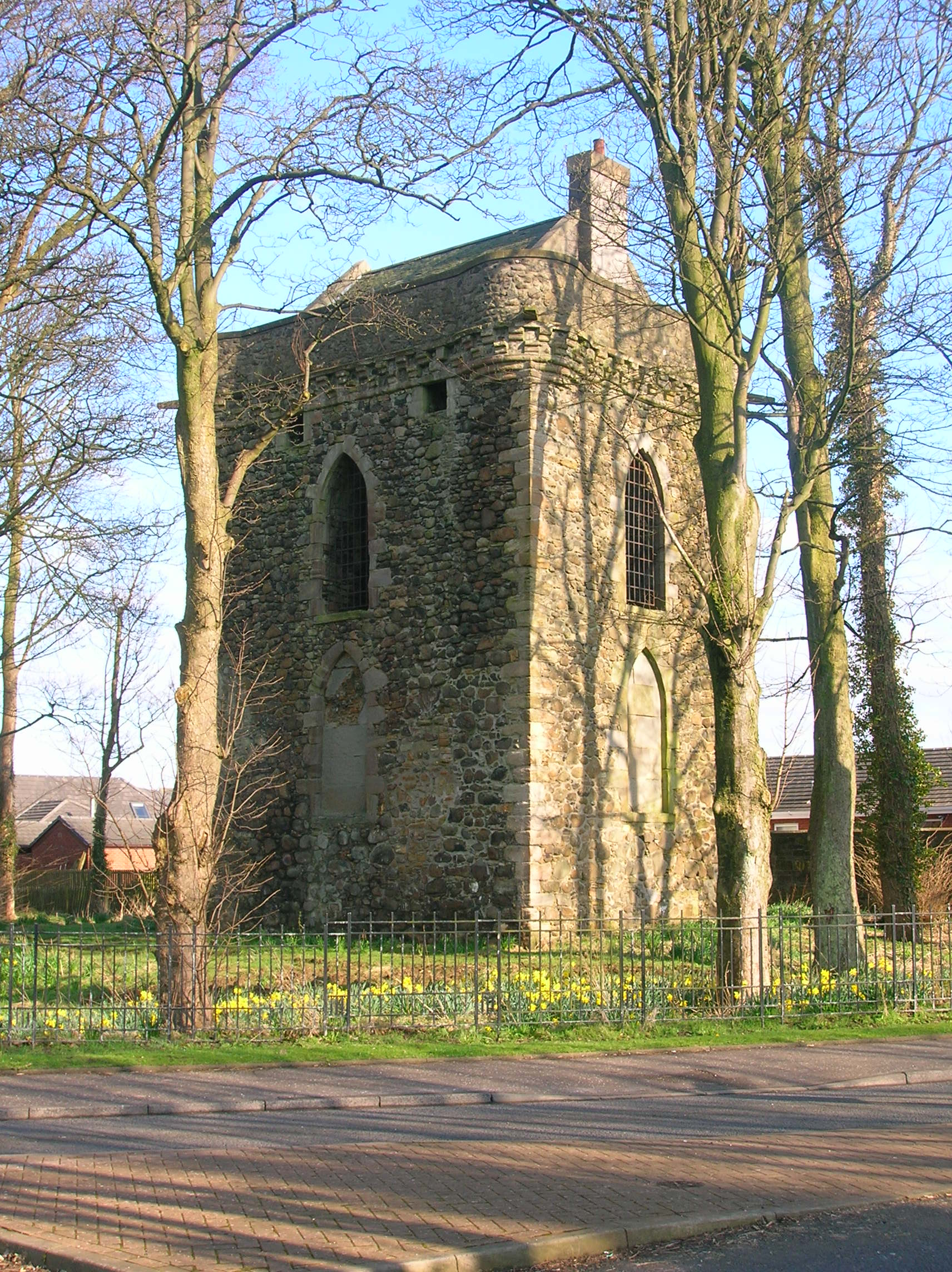
Castelo Stane, Escócia.

O Castelo Stane (em inglês:  Stanecastle) é uma torre do século XVI localizado em Irvine, North Ayrshire, Escócia.

## História
Foi construída provavelmente no inicio do século XVI e reparada em cerca de 1750, quando as grandes janelas góticas foram abertas em cada parede.
O castelo pertence ao Conde de Eglinton, em que as suas terras foram mencionadas pela primeira vez em 1417.

## Estrutura
A torre possui quatro pisos, em que todos eles ruíram restando somente as paredes externas.

## Galeria

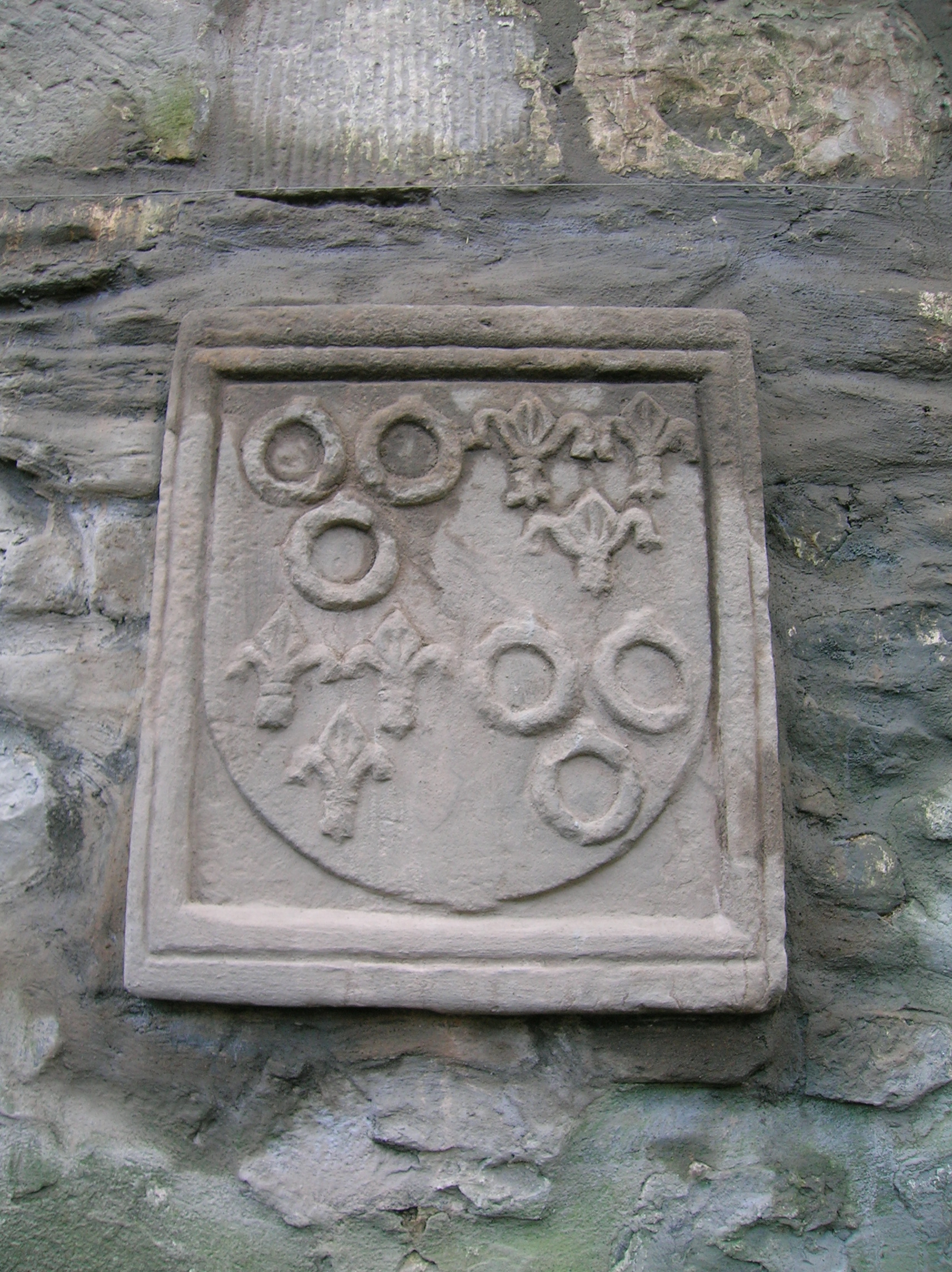
Painel armorial
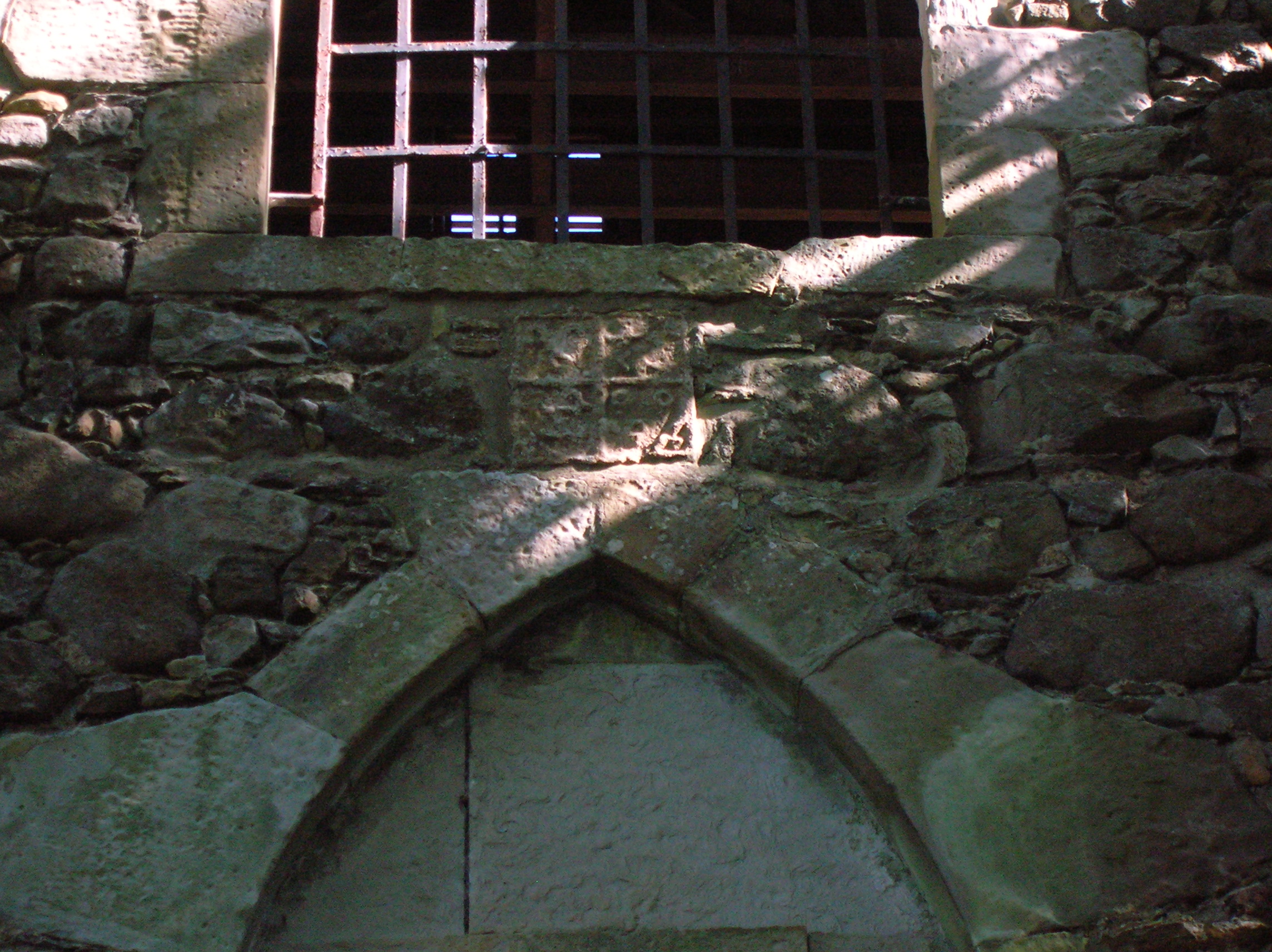
Brasão de armas dos Montgomeries de Eglinton. Os aneis representam a família Eglinton.
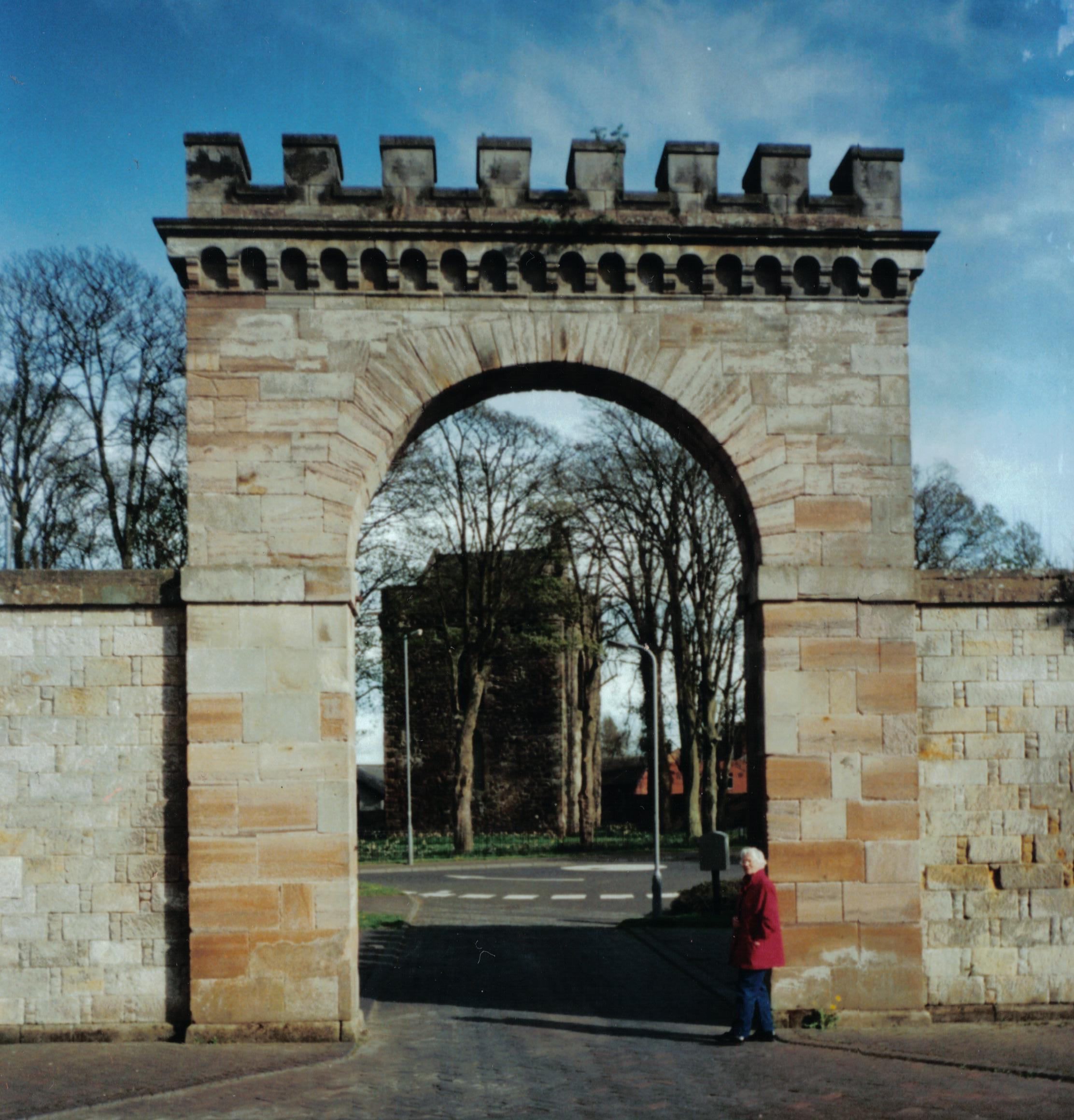
Castelo Stane dos portões